# Debbarma
Debbarma és el cognom o el títol utilitzat generalment pels Borok (Tripuri), els pobles indígenes de Tripura, un estat a l'Índia. La llengua materna d'aquest grup ètnic és el Kokborok.

## Variacions
Les variacions del cognom també s'utilitzen i també estan reconegudes oficialment pel govern de l'estat de Tripura i Bangladesh. Les variacions utilitzats són:
- Debbarma
- Debbarman
- Dev Barman
- Dev Burman
- Deb Barma
- DebBurman
- Dev Verma
- Dev Varman

## Estadística
Segons el Cens de l'Índia, el 1991, Tripuri constituïa el 16% de la població de l'estat de Tripura de 2,7 milions de persones, és a dir, hi ha més de 500.000 persones que utilitzen aquest cognom. Aquest cognom es troba també força arrelat entre el Panjab (Índia) i Bangladesh.